# Axianassa mineri
Axianassa mineri is een tienpotigensoort uit de familie van de Axianassidae. De wetenschappelijke naam van de soort is voor het eerst geldig gepubliceerd in 1931 door Boone.